# Liste der Kulturdenkmale in Stolpe (Holstein)
In der Liste der Kulturdenkmale in Stolpe sind alle Kulturdenkmale der schleswig-holsteinischen Gemeinde Stolpe (Kreis Plön) und ihrer Ortsteile aufgelistet (Stand: 10. März 2025).

## Legende
In den Spalten befinden sich folgende Informationen:
- Objekt-ID: die Nummer des Kulturdenkmales
- Lage: die Adresse des Kulturdenkmales und die geographischen Koordinaten. Kartenansicht, um Koordinaten zu setzen. In der Kartenansicht sind Kulturdenkmale ohne Koordinaten mit einem roten Marker dargestellt und können in der Karte gesetzt werden. Kulturdenkmale ohne Bild sind mit einem blauen Marker gekennzeichnet, Kulturdenkmale mit Bild mit einem grünen Marker.
- Offizielle Bezeichnung: Bezeichnung des Kulturdenkmales
- Beschreibung: die Beschreibung des Kulturdenkmales
- Bild: ein Bild des Kulturdenkmales

## Sachgesamtheiten
| Objekt-ID      | Lage                                                            | Offizielle Bezeichnung | Beschreibung | Bild            |
| -------------- | --------------------------------------------------------------- | ---------------------- | --- | --------------- |
| 39403 Wikidata | Depenau 1, 2, 5, 7, 9, 15, Depenau (54° 9′ 31″ N, 10° 14′ 9″ O) | Gut Depenau            | Gut Depenau; 18. Jh., erweitert Ende 19./ Anfang 20. Jh.; ehem. adl. Gut, Gebäude in atypischer Anordnung, abseits das heutige Herrenhaus mit Kern des 18. Jhs., wohl urspr. als Kavaliershaus errichtet, dagegen zentral und mit Herrenhauscharakter das umgestaltete ehem. Verwalter-/ Abnahmehaus aus dem 19. Jh., vor den Wohngebäuden zwei barocke Sandsteinvasen, hofbildprägend die mächtige Auffahrtsscheune sowie die Wagenremise aus den 1920er Jahren, im direkten Umfeld weitere zugehörige Gebäude (Meierei, Ziegelei, Alte Schule, Wohnhaus) des ausgehenden 19. Jhs. - Begründung: geschichtlich, künstlerisch, städtebaulich, Kulturlandschaft prägend - Schutzumfang: Herrenhaus (Depenau 1), ehem. Verwalterhaus (Depenau 2), Wohnhaus (Depenau 5), ehem. Ziegelei mit Nebengebäude (Depenau 7), ehem. Meierei (Depenau 9), Alte Schule (Depenau 15), Kuhhaus/Auffahrtsscheune, Wagenremise, zwei Sandsteinvasen | Fotos hochladen |

## Bauliche Anlagen
| Objekt-ID      | Lage                                       | Offizielle Bezeichnung     | Beschreibung | Bild |
| -------------- | ------------------------------------------ | -------------------------- | --- | ---- |
| 5574 Wikidata  | Depenau 1 (54° 9′ 32″ N, 10° 14′ 20″ O)    | Herrenhaus                 | Herrenhaus; im Kern 18. Jh., Umbau 1938; urspr. wohl als Kavaliershaus errichteter eingeschossiger Fachwerkbau auf hohem Backsteinsockel mit Granitquaderlage unter der Erdgeschossschwelle, Walmdach mit Pfanneneindeckung und div. übergiebelten Gauben, Mitteleingang mit Freitreppe an der Traufseite - Begründung: geschichtlich, Kulturlandschaft prägend - Schutzumfang: gesamtes Objekt - Denkmaltyp: Bauliche Anlage, Sachgesamtheit: Gut Depenau | BW   |
| 5576 Wikidata  | Depenau 2 (54° 9′ 32″ N, 10° 14′ 20″ O)    | ehem. Verwalterhaus        | ehem. Verwalterhaus; 19. Jh., Umbau 1. Hälfte 20. Jh.; zweigeschossiger traufständiger Putzbau über sieben Achsen mit rustizierten Gebäudekanten und pfannengedecktem Walmdach, rundbogiger Mitteleingang mit Freitreppe, Fenster mit hölzernen Klappläden - Begründung: geschichtlich, städtebaulich, Kulturlandschaft prägend - Schutzumfang: gesamtes Objekt - Denkmaltyp: Bauliche Anlage, Sachgesamtheit: Gut Depenau                                 | BW   |
| 5577 Wikidata  | Depenau 7 (54° 9′ 24″ N, 10° 13′ 56″ O)    | ehem. Ziegelei             | ehem. Ziegelei; 2. Hälfte 19. Jh.; langgestreckter eingeschossiger Backsteinbau mit pfannengedecktem Satteldach und neogotischer Zier, die mittleren zwei Achsen risalitartig vorgezogen und übergiebelt, mit Nebengebäude - Begründung: geschichtlich, Kulturlandschaft prägend - Schutzumfang: ehem. Ziegelei, Nebengebäude - Denkmaltyp: Bauliche Anlage, Sachgesamtheit: Gut Depenau                                                                   | BW   |
| 39401 Wikidata | Depenau 9 (54° 9′ 22″ N, 10° 14′ 2″ O)     | ehem. Meierei              | ehem. Meierei; 2. Hälfte 19. Jh.; eingeschossiger, nach Norden zweigeschossiger Backsteinbau mit pfannengedecktem Kurzwalmdach und zeittypischer Fassadengliederung, seitlich zweigeschossiges breites Zwerchhaus - Begründung: geschichtlich, Kulturlandschaft prägend - Schutzumfang: gesamtes Objekt - Denkmaltyp: Bauliche Anlage, Sachgesamtheit: Gut Depenau                                                                                         | BW   |
| 39400 Wikidata | Depenau (54° 9′ 30″ N, 10° 14′ 4″ O)       | Kuhhaus / Auffahrtsscheune | Kuhhaus, Auffahrtsscheune; 1920er Jahre; gewaltiger langgestreckter Backsteinbau mit seitlichen übergiebelten Zwerchhäusern, wellblechgedecktem Mansarddach und profiliertem Traufgesims in Putz, nach Süden gewundene Rampe in Backstein - Begründung: geschichtlich, städtebaulich, Kulturlandschaft prägend - Schutzumfang: gesamtes Objekt - Denkmaltyp: Bauliche Anlage, Sachgesamtheit: Gut Depenau                                                  | BW   |
| 45616 Wikidata | Depenau (54° 9′ 32″ N, 10° 14′ 15″ O)      | Wagenremise                | Wagenremise; 1920er/30er Jahre; langgestreckter Bau mit pfannengedecktem Halbwalmdach und kleiner Laterne, die Kopfbauten mit Wohnungen zu beiden Seiten in Backstein, Mittelteil in offener Ständerbauweise - Begründung: geschichtlich, Kulturlandschaft prägend - Schutzumfang: gesamtes Objekt - Denkmaltyp: Bauliche Anlage, Sachgesamtheit: Gut Depenau                                                                                              | BW   |
| 45617 Wikidata | Depenau (54° 9′ 34″ N, 10° 14′ 17″ O)      | Sandsteinvase              | Sandsteinvase; um 1800; im unteren Teil auswölbender Sockel mit Akanthusblättern auf quadratischem Grund, darauf tulpenkelchförmiger Aufsatz mit hohem Fuß und antikisierendem Dekor - Begründung: geschichtlich, künstlerisch - Schutzumfang: gesamtes Objekt - Denkmaltyp: Bauliche Anlage, Sachgesamtheit: Gut Depenau | BW   |
| 45618 Wikidata | Depenau (54° 9′ 32″ N, 10° 14′ 19″ O)      | Sandsteinvase              | Sandsteinvase; um 1800; kelchförmiger Aufsatz mit hohem Fuß und Volutenzier auf hohem Sockel mit quadratischer Grundfläche und abgesetzter profilierter Platte - Begründung: geschichtlich, künstlerisch - Schutzumfang: gesamtes Objekt - Denkmaltyp: Bauliche Anlage, Sachgesamtheit: Gut Depenau | BW   |
| 1078 Wikidata  | Gut Horst (54° 8′ 55″ N, 10° 15′ 54″ O)    | Gut Horst: Gutshaus        | Alteintragung (Aktualisierung vorgesehen) - Begründung: Alteintragung (Aktualisierung vorgesehen) - Schutzumfang: Alteintragung (Aktualisierung vorgesehen) - Denkmaltyp: Bauliche Anlage | BW   |
| 5573 Wikidata  | Mühlenberg 9 (54° 8′ 23″ N, 10° 13′ 49″ O) | Depenauer Mühle            | Depenauer Mühle; 1865, 1876; ehem. Wassermühle, zweigeschossiger Backsteinbau aus zwei giebelständigen Gebäuden mit verbindendem traufständigem Mitteltrakt, zeittypischer Backsteingliederung und flachgeneigten Satteldächern mit Pfannendeckung, mit Wehranlage - Begründung: geschichtlich, technisch, Kulturlandschaft prägend - Schutzumfang: Depenauer Mühle, Wehranlage - Denkmaltyp: Bauliche Anlage                                              | BW   |

## Quelle
- Liste der Kulturdenkmale in Schleswig-Holstein – Kreis Plön (PDF)

- Karte mit allen Koordinaten:
- OSM |
- WikiMap